# Wilhelm Breuer
Wilhelm Breuer (* 15. Oktober 1898 in Wesel; † 20. Mai 1975 ebenda) war ein deutscher Kommunalpolitiker und ehrenamtlicher Landrat (CDU).

## Leben und Beruf
Nach dem Schulbesuch absolvierte er eine Banklehre und war danach bei verschiedenen Banken als Bankkaufmann beschäftigt. Von 1926 bis 1963 war Breuer bei der Städtischen Sparkasse Wesel, zuletzt als Sparkassendirektor, tätig. Er war verheiratet und hatte sechs Kinder.
Mitglied des Kreistages des Kreis Rees war er vom 28. November 1969 bis zur Gebietsreform am 31. Dezember 1974. Vom 28. November 1969 bis zum 31. Dezember 1974 war er Landrat des Kreises Rees. Vom 1. Januar 1975 bis zu seinem Tod am 20. Mai 1975 war er der mit den Aufgaben des Landrates und des Kreistages Beauftragte des Kreises Wesel. Außerdem war er von 1964 bis 1969 Mitglied des Stadtrates der Stadt Wesel. Breuer war in verschiedenen Gremien des Landkreistages Nordrhein-Westfalen vertreten.
Am 15. Oktober 1973 erhielt er das Bundesverdienstkreuz I. Klasse.